# Nadleśnictwo Węgierska Górka
 Nadleśnictwo Węgierska Górka  – jednostka organizacyjna Lasów Państwowych podległa Regionalnej Dyrekcji Lasów Państwowych w Katowicach. Siedzibą nadleśnictwa jest miejscowość Węgierska Górka.

## Historia Nadleśnictwa
Historia lasów Nadleśnictwa Węgierska Górka jest ściśle związana z historią Ziemi Żywieckiej. Po pierwszym rozbiorze Polski w 1772 roku synowie Karola Wielopolskiego zaczęli stopniowo wyzbywać się Ziemi Żywieckiej. Większość obszaru przeszła w posiadanie arcyksięcia Karola Ludwika Habsburga (1838 rok.), który stale powiększał swe dobra drogą wykupów, aż cała powierzchnia obecnego Nadleśnictwa została jego własnością. Według danych statystycznych z 1933 roku Habsburgowie posiadali na Ziemi Żywieckiej gospodarstwo leśne o łącznej powierzchni 32 521 ha. Po zakończeniu II wojny światowej w kwietniu 1945 roku drogą upaństwowienia majątków zostały utworzone Nadleśnictwa Węgierska Górka i Lipowa. Następnie w roku 1973 nastąpiło połączenie Nadleśnictwa Węgierska Górka i Lipowa, w wyniku czego powstało jedno Nadleśnictwo Węgierska Górka. Obecnie Nadleśniczym Nadleśnictwa Węgierska Górka jest mgr inż. Marian Knapek.

## Warunki geograficzno-przyrodnicze
Nadleśnictwo Węgierska Górka położone jest w Karpackiej Krainie Przyrodniczo-Leśnej, w Dzielnicy Beskidu Śląskiego i Małego oraz Beskidu Żywieckiego.
- Powierzchnia ogólna Nadleśnictwa: około 9,4 tys. ha; w 2 Obrębach Węgierska Górka i Lipowa, podzielonych na 13 Leśnictw: Cięcinki. Żabnica, Boracza, Prusów, Kamesznica, Sikorczane, Zielona, Kalonka, Skrzyczne, Ostre, Łukaszne, Morońka, Radziechowy.
- Siedliska leśne: lasowe górskie 75%, borowe górskie 25%,
- Główne gatunki lasotwórcze: świerk 90%, buk 5%, jodła 3%, sosna 1% oraz inne 1%.

Lasy Nadleśnictwa obejmują swym zasięgiem tereny Beskidu Żywieckiego. Wysokość nad poziomem morza waha się od 450 do 1366 m n.p.m. Najważniejsze wzniesienia to: Romanka (1366 m), Lipowski Wierch (1324 m), Barania Góra (1214 m), Magurka (1129 m, Skrzyczne (1250 m). Cały obszar Nadleśnictwa należy do zlewni rzeki Soły, a do najważniejszych potoków biorących początek na tutejszym obszarze należą: Bystra, Cięcinka, Żabniczanka, Janoszka, Murawiec, Leśnianka, Twardorzeczka i Przybędza. Przeciętna zasobność drzewostanów wynosi 375 m³/ha, a przeciętny wiek 69 lat.

## Ochrona przyrody
Całość lasów Nadleśnictwa Węgierska Górka ze względu na spełnianie funkcji wodochronnych, glebochronnych, ochrony ostoi zwierzyny i przyrody została zaliczona do ochronnych. Teren Nadleśnictwa obejmują swym zasięgiem Żywiecki Park Krajobrazowy (powierzchnia 3.242 ha) oraz Park Krajobrazowy Beskidu Śląskiego (powierzchnia 6.121 ha).
Na jego terenie znajdują się następujące rezerwaty:
- rezerwat Romanka – o powierzchni 60,05 ha, utworzony w rejonie masywu Romanki w Beskidzie Żywieckim w celu zachowania pierwotnego fragmentu dawnej Puszczy Karpackiej w postaci górnoreglowego boru świerkowego,
- rezerwat Kuźnie – o powierzchni 7,22 ha, utworzony w celu zachowania i ochrony tworów przyrody nieożywionej w postaci zgrupowań wychodni skalnych i jaskiń oraz fragmentów dolnoreglowego boru jodłowo – świerkowego. Rezerwat położony jest na południowo-wschodnim stoku Morońki wchodzącej w skład pasma Baraniej Góry,
- rezerwat Lipowska – o powierzchni 35,12 ha, utworzony na szczycie oraz północno-zachodnich i południowo-wschodnich stokach Lipowskiego Wierchu oraz Rysianki w Beskidzie Żywieckim, w celu ochrony torfowisk wysokich z systemem oczek wodnych oraz fragmentów górnoreglowego boru świerkowego.